# Альтернативные версии Человека-паука
В связи с тем, что комиксы о Человеке-пауке в рамках вселенной Marvel продаются вполне успешно, издатели приняли решение ввести несколько параллельных серий, в которых частично изменяются привычный вид персонажа и окружающая обстановка в рамках так называемой Мультивселенной — множества параллельных альтернативных миров, находящихся в одном физическом пространстве, но разделённых межпространственным барьером.
Ниже представлен список альтернативных версий — некоторые персонажи основной вселенной, аналогичные Человеку-пауку; серии комиксов, где вся реальность является параллельной; а также альтернативные реальности основной вселенной, в которых Человек-паук и другие супергерои попадают в определённые ситуации, кардинально меняющие происходящее.

## Другие люди-пауки во вселенной 616
В комиксах некоторые персонажи выдают себя за Человека-паука:
- Отто Октавиус — после событий арки Dying Wish разум Человека-Паука умирает в теле Доктора Осьминога, а сам Отто становится Превосходным Человеком-Пауком.
- Временной пряльщик — Человек-паук робот, созданный Кангом Завоевателем, чтобы победить Мстителей («Avengers» Том 1 № 4). Его отключают, но он позже возвращается со способностью вытягивать из людей энергию. Его уничтожают Мстители вместе с Беном Рейли. («Spider-Man Team-Up» № 4)
- Злодеи Хамелеон, Мистерио, Крэйвен-охотник и Дэдпул выдавали себя за Человека-паука, Мак Гарган выдавал себя за Человека-паука в период членства в Тёмных Мстителях во время Тёмного правления.
- Многие женские персонажи становились Женщиной-пауком: Джессика Дрю, Джулия Карпентер (теперь зовётся Аранья), Мэтти Франклин и Шарлотта Виттер.
- Геральд Дрю — сын Джессики Дрю, который перенял её паучьи способности и стал Человеком-пауком.
- Клоны Питера Паркера, вроде Бена Рейли, Каина и Паукоубийцы.
- Доппельгангер — злая версия Человека-паука, с шестью руками, созданная Магусом во время Бесконечной Войны.
- Мадам Паутина — предсказательница, помогающая Паукам.
- Иезекиль Симс имеет способности, схожие с умениями Человека-паука, но мистического происхождения.
- Аня Коразон — молодая героиня с силами паука, стала Девушкой-Пауком.
- Джой Уэйд — агент ФБР трансформированный в злого кибернетического Алого Паука силами леди Осьминог.
- Тарантул — суперзлодей с красным костюмом и орнаментом в виде паука на нём. Его костюм оснащён отравленными жалами на ногах.
- Веном и его потомки: Крик, Фэйдж, Бунт, Лэшер, Агония, Гибрид, Токсин, Женщина-Веном и Карнаж.

## Альтернативные версии
Другие версии Человека-паука и схожие с ним персонажи появляются в альтернативных вселенных Marvel.

### Ultimate Spider-Man
В «Ultimate Spider-Man» Питер — студент средней школы, которого кусает паук во время практики на предприятии. Паук, в отличие от оригинальной истории, не радиоактивный, а генетически модифицированный компанией Озборн Индастриз. Темы, характеры, окружение были обновлены в соответствии с современной жизнью, но основная идея осталась нетронута. В этой комикс-серии все враги и друзья Человека-Паука были полностью «альтимизированы», то есть, изменены под новый комикс: так, Отто Октавиус (Доктор Осьминог) работал на Нормана Озборна (Зеленого Гоблина) и вместе с Озборном обрел свои способности. Отличия коснулись не только истории происхождения уникальных способностей, но и их самих в целом. В этом комиксе Осьминог, в отличие от классической версии, умеет телепатически управлять любыми видами металла. Так же по-другому был изображен Зелёный Гоблин — тут он предстает перед читателями в образе огромного зелёного монстра, умеющего стрелять из рук огненными шарами. Крэйвен-охотник является шоуменом, желающим убить Человека-Паука на глазах у всей страны, он не обладает никакими суперспособностями, зато умеет отлично охотиться. А Веном и Карнаж в этой вселенной не инопланетные симбиоты, а созданные в лаборатории монстры, не умеющие здраво мыслить.
В старшей школе у Питера Паркера было два настоящих друга Гарри Озборн и Мэри Джейн Уотсон. После того, как Питер получил паучьи способности, он смог заступиться за Мэри Джейн перед Флэшом Томпсоном. Тот назначает Питеру драку, в котором Питер случайно ломает руку Флэшу. Из-за этого семья Флэша заставляют Паркеров оплатить лечение руки, но сумма была уж слишком велика. Питер решает заработать денег, сражаясь на реслинге в маске под псевдонимом Человек-паук. Когда дядю Бена убивает грабитель, Питер в костюмном обличии находит убийцу.
Он узнал в убийце уличного воришку, которого встретил пару дней назад, тогда Питер и не собирался ловить его. Вскоре, сдав убийцу властям, Питер решает посвятить себя борьбе с преступностью.
После смерти дяди Бена Паркерам стало не хватать денег и Питер решил устроиться на работу. Он попытался продать фото Человека-паука в Дэйли Бьюгл, но главный редактор газеты Джей Джона Джеймсон сначала отказался платить за эти фотографии. К счастью, в это время у издательства были проблемы с веб-сайтом, которые Питер с легкостью смог решить, получив должность администратора сайта. Вскоре Питер раскрыл свою тайну Мэри Джейн, после чего они начали встречаться.
Также Питер знакомится с Гвен Стейси, которая также становиться его другом. Вскоре Питер встречает своего врага, Зелёного Гоблина, и узнаёт, что это — Норман Озборн, который знал тайну Питера. Также Питер впервые встречает Ника Фьюри, главу Щ. И. Т., который тайно следил за ним. Затем Зелёный Гоблин берет Мэри Джейн в заложники. Человек-Паук ловит её, падающую с Квинсборского моста.
После случая с Гоблином Питер расстается с Мэри Джейн, позже он встречает своего друга детства, Эдди Брока. Ночью Человек-Паук прокрался в лабораторию для взятия образца костюма, разрабатываемого его отцом, но тот окутал тело героя, создав чёрный вариант костюма. Краткое время Питер наслаждался новой силой, но вскоре костюм начал брать над ним контроль, и Питер чуть не убил грабителя. Паук избавился от симбиота, а затем вернулся в лабораторию, дабы уничтожить остатки вещества. Там он встретил Эдди, который раскрыл секрет Питера. Но симбиот соединился с Броком, превратив его в Венома. Питер вскоре встречает Эдди у школы. Брок пытается убить Человека-паука, однако получает мощнейший удар током и пропадает. Питер считает, что он погиб. Когда тетя Мэй уехала во Флориду, Питер услышал, что о Человеке-пауке будет снят полнометражный фильм. И главным сюрпризом было возвращение Доктора Октопуса. Битва закончилась не в пользу Питера, Доктор Осьминог похитил его и на частном самолете доставил в Бразилию, но уже в аэропорту снова потерпел досадное поражение. Человек-Паук вернулся уже на пассажирском самолете, однако, возвращаясь домой, он был пойман Гвен, направившей на него пистолет отца. Пока он отсутствовал, она вскрыла сундук с экипировкой Человека-Паука, которого всегда ненавидела, из-за гибели Джона Стейси. Но все же Питер сумел убедить её, что убийцей был самозванец в костюме Паука. Гвен простила его, вскоре она погибает от рук Карнажа. Питер догадался, что всё это натворил доктор Коннорс, позже Питер сталкивается с Карнажем. Человек-Паук заманивает Карнажа на одну из труб завода и скидывает его. После этого Питер собирается покончить с геройством, но вновь одевает свой красно-синий костюм и встаёт на свой прежний путь.
Вскоре Человек-паук встречает Чёрную кошку. Она влюбляется в него, но, узнав, что он ещё подросток, её рвёт на его костюм. После Питер встречался с Китти Прайд, одной из «Люди Икс», но Питер понял, что всё ещё любит Мэри Джейн, и они расстаются. В Ultimate-версии также есть сюжет Сага о клонах, в котором были созданы пять клонов Питера Паркера. Изуродованный Каин, шестирукий Тарантул, облаченный в броню Скорпион, клон с фальшивыми воспоминаниями Ричард Паркер и клон женского пола Джессика Дрю. Во время событий Ультиматума Человек-паук самоотверженно сражался за жизнь граждан, заполучив Халка в союзники, но тот через некоторое время вышел из-под контроля и атаковал дом Доктора Стрэнджа, вследствие чего на свободу вырвался демон Дормамму, а сам Человек-паук исчез, оставив после себя лишь разорванную маску. После Китти Прайд и Джессика, женский клон Питера, находят маску супергероя и решают, что Человек-паук мёртв. Однако Капитан Америка вскоре находит Питера под обломками здания. После Ультиматума жизнь Питера сильно изменилась, в его дом поселились Джонни Шторм (Человек-Факел) и Бобби Дрейк (Человек-Лед), которые так и не смогли вернуться к прежней жизни после Ультиматума. Мэри Джейн Уотсон порвала с Питером, и он встречался с клоном Гвен Стейси, но, из-за инцидента с Хамелеоном, Гвен решила прекратить отношения с Питером. После чего он снова воссоединился с Мэри Джейн.
В 2009 году серия была переименована в Ultimate Comics: Spider-Man (как и многие другие комиксы из той же вселенной). Вскоре Питер был подстрелен Карателем, пытаясь спасти Капитана Америку. Соорудив себе бинты из паутины, он отправился в свой дом, где в этот момент произошла битва между Зловещей Шестёркой, Джонни Штормом и Бобби Дрейком. Устранив Стервятника, Питер встает лицом к лицу с шестью злодеями и побеждает их. Затем Питер сражался с Норманом Озборном. Человек-Паук добивает Зелёного Гоблина грузовиком, но после взрыва грузовика Питер получил смертельное ранение. Впоследствии в серии Ultimatum Питер погиб, и его заменил Майлз Моралес. Питер вернулся в Miles Morales: Ultimate Spider-Man #1, где потребовал у Майлза свои веб-шутеры. Питер отказался рассказывать что произошло и сбежал. Позднее Питер приходит к своему старому дому, где Майлз сражается с Озборном и помогает ему в битве. Позже выясняется, что Питер не погиб из-за того, что сыворотка ОЗ дала побочный эффект — бессмертие, что передалось и Озборну.

### House of М
В «The House of M» (День М), глобальном событии Marvel, Алая Ведьма изменила реальность, дав каждому человеку то, чего он больше всего желает, создав идеальный мир, где мутанты стали правящим классом. В мини-серии «Spider-Man: House of M» (Человек-паук: День М) Питер Паркер представлен, как богатый и известный человек, женатый на Гвен Стейси и имеющий сына по имени Ричи. Тетя Мэй и дядя Бен живы и здоровы, а Джей Джей Джеймсон является ярым критиком Паркера. Жизнь Паркера вскоре переворачивается, когда Джеймсон узнает, что он на самом деле не мутант.

### Spider-Man: Fairy Tales
Первый выпуск Spider-Man: Fairy Tales (Человек-паук: Сказки) следует за сказкой «Little Red Riding Hood» (Маленькая Красная шапочка). Мэри Джейн — член Маленькой Красной шапочки, а Питер один из вудсменов. Джеймсон лидер вудсменов, в числе которых также присутствуют Осборн и Томпсон. Питер не очень силен, но он быстр, проворен и «может лазить по стенам лучше, чем кто бы то ни было». Злобный волк пытается убить тетю Мэй, но Паркер и Мэри Джейн объединившись побеждают его, а затем обручаются.

### Spider-Man 2099
В «Spider-Man 2099» (Человек-паук 2099) Человек-паук 2099 года — это Мигель О’Хара, который был ведущим ученым в лаборатории мегакорпорации «Алкемакс» (создателем которой является Питер Паркер). Как и герои из далекого прошлого, он работал над устройством, которое позволило бы объединить ДНК человека и паука. Корпорация воспользовалась предварительными результатами работы Мигеля против его воли. Испытания проводились на живом человеке, и когда он погиб, Мигель решил навсегда оставить этот проект. Лишь тогда он узнал, что корпорация «Алкемакс» подсадила его на наркотик собственного производства под названием «Блаженство». Мигель проник в лабораторию и попытался провести генетическую операцию, которая вылечила бы его от зависимости. К несчастью, он не знал, что завистливый коллега изменил параметры аппарата, настроив его на воспроизведение ДНК паука. На этот раз эксперимент удался, и Мигель превратился в Человека-Паука 2099. Однако он не стал марионеткой, как того хотела корпорация — напротив, Мигель воплотил силы добра и провозгласил борьбу против «Алкемакс» и её зловещих планов.
Является играбельным в играх Spider-Man: Shattered Dimensions и в Spider-man: Edge of Time.

### Spider-Man 2211
В Spider-Man 2211 (Человек-паук 2211) Человеком-пауком 2211 года становится доктор Макс Борн, дочь которого, Робин, становится Хобгоблином 2211. В арсенале Человека-паука из 2211 года имеется пуленепробиваемая броня, система управления паутиной, ракетные ботинки и встроенная машина времени. Предположительно был убит в сюжетной арке «Spider-Verse».

Человек-паук 1602

### 1602
Питер Паркуа — аналог Паркера в минисерии Marvel 1602, но не имеет сил Паука. По сюжету серии он является подмастерьем королевского шпиона сэра Николаса Фьюри. Вечной темой является то, что Паркера всё время пытается укусить необычный паук, что и происходит в конце комикса. В сиквеле 1602: New World (1602: Новый мир), он наконец становится Человеком-пауком. Позже, когда двойная жизнь Питера раскрыта и Норман Озборн убивает его возлюбленную Вирджинию Дэйр, он возвращается в Европу. В миникомиксе «Spider-Man: Staging Ground», который является приквелом к событию «Spider-Verse», погибает от рук энергетического вампира Морлана. Человек-паук 1602 появляется в играх как один из альтернативных костюмов для Паука вселенной Noir в игре Spider-Man: Shattered Dimensions, а также для Мигеля О’Хары (Человек-паук 2099) в Edge of Time.

### Spider-man: Нуар

Noir версия Человека-паука

В альтернативном Нью-Йорке 1933 года, времен Великой депрессии, Питера Паркера берут на работу помощником известного журналиста Бена Уриха. Вскоре, Питера кусает странный экзотический паук, после чего, ему видится бог пауков, который якобы и наделяет его паучьими суперспособностями. Жизнь Питера навсегда меняется, когда он узнает, что Урих шантажирует главного мафиози города — бизнесмена Нормана Озборна, более известного как Гоблин. Питер делает себе костюм из униформы пилота первой мировой покойного дяди Бена и задается целью отомстить Озборну и его банде за убийство дяди.
Человек-паук нуар не имеет костюмное сходство с классическим пауком, хотя на ранних эскизах костюм был почти идентичен. В отличие от оригинала, он не может прилипать к поверхностям, его паутина органическая, имеет чёрный цвет, испускается из его собственных рук в виде сети из-за чего он не может летать на паутине.
В игре Spider-Man: Shattered Dimensions он является одним из четырёх пауков из параллельных реальностей, которые должны восстановить Скрижаль порядка и хаоса. В данной игре, Мадам Паутина даёт Человеку-пауку способность прилипать к стенам и испускать паутину также, как это делает обычный Человек-паук. Внешний вид персонажа был изменён по требованию издательства Marvel. Главный антагонист, Зелёный гоблин, был также изменён и стал похожим на Зелёного гоблина из вселенной Ultimate.

### Exiles
В серии «Exiles» (Изгнанники), основной темой которой является путешествия между измерениями, появляются несколько альтернативных версий Человека-паука:
- Паук, Человек-паук в альтернативной реальности, соединившийся с симбиотом Карнаж, становится убийцей-психопатом.
- Мэри Джейн Уотсон становится Женщиной-пауком и помогает сопротивлению против техно-органического вируса.
- Человек-паук, который был членом Фантастической Четверки погибает в битве против Паука.
- Человек-паук 2099 присоединяется к Изгнанникам.
- Морф однажды сражается с Демоном Человеком-пауком.

### Earth X
В серии Earth X (Земля Х) и её сиквелах, Питер Паркер больше не супергерой, а обычный полицейский. Вместо него появляются другие схожие персонажи:
- Человек пауков — загадочный герой, который создает иллюзии с помощью паутины. У него неоднородная красная кожа, похожая на костюм оригинального Человека-паука, и он одет в рваный плащ.
- Появляются две альтернативные версии Девушки-паука: одну зовут Веном, а вторая выращена Беном Рейли («Paradise X: Heralds»).

### Age of Apocalypse
В Age of Apocalypse (Эпоха Апокалипсиса) Питер Паркер был казнен режимом Апокалипсиса, потому, что он был потенциальным союзником Гвен Стейси.

### Spider-Man: Chapter One
Минисерия «Spider-Man: Chapter One» (Человек-паук: Глава первая) была попыткой Джона Бирна переписать первые приключения Человека-паука, тем не менее эта серия не стала каноничной.

### Pestilence
В Pestilence (Чума) Deadpool встречает версию Человека-паука, который возвещает об Апокалипсисе. Этот Человек-паук является Чумой, одним из Всадников Апокалипсиса.

### Amalgam Comics
В «Amalgam Comics» (Комикс Сочетаний) Мальчик-паук это слияние Человека-паука и Супербоя.

### What If?
- Альтернативная версия Человека-паука появляется в различных выпусках «What If…?» (Что если?).
- В What If?: The Other (Что если? Другое), Питер отказывается от возможности быть Пауком и соединяется с симбиотом Веномом, чтобы стать монстром по имени Пойзон.

### Spider-Man: Reign
«Spider-Man: Reign» (Человек-паук: Власть) изображает постаревшего Человека-паука, который вынужден вновь сразиться с вернувшимися злодеями.

### Marvel Zombies
В «Marvel Zombies» (Зомби Marvel), по вине Магнето, на Землю проник инопланетный вирус. Все супергерои, в том числе и Человек-Паук, стали зомби, поедающим плоть. Хотя они и вызывают отвращение поеданием плоти, Человек-Паук и остальные всегда сожалеют об этом, но не могут изменить свою природу. По стечению обстоятельств, Человек-Паук попадает в другую, незараженную зомби-вирусом реальность. Там, он встречает Китти Прайд, Призрачную Кошку, и открывает ей правду, а также мешает зомби-Росомахе, который тоже попал в новую реальность поедать людей. Также, он долгое время пытается создать лекарство и добивается некоторых успехов, а также ест крыс вместо людей. В конце концов, зомби-Человек-Паук создает лекарство и уничтожает последних зомби, включая себя.

### Bullet Points
В мини-серии «Bullet Points» , Дядя Бен умирает перед тем, как воспитать Питера. В итоге Паркер становится подростком-бунтарем, пропускающим школу. Однажды, он попадает в зону для тестирования Гамма бомбы и, получив большую дозу радиации, становится Халком. Пытаясь вылечить Питера, Доктор Брюс Баннер изучает образцы взятые из тестовой зоны и оказывается укушенным радиоактивным пауком и становится Человеком-пауком.

### Девушка-паук
Серия комиксов Девушка-Паук, представляет Мэй «Мэйдэй» Паркер, дочь Питера и Мэри Джейн в альтернативной вселенной. В этой сюжетной линии Паркер побеждает Зелёного Гоблина в финальной битве ценой своей ноги. Питер вынужден отойти от дел спасителя мира и стать семьянином. Но Мэйдэй решает продолжить дело отца. Тайно от родителей она становится Девушкой-Пауком.

### Свин-Паук
Также существует антропоморфная версия — Свин-Паук (Spider-Ham), которым является Питер Поркер, у него есть дочь Мая Поркер ставшая Девушкой-Хрюшкой, а его главный враг — это Норман Осбургер. Серия комиксов Marvel Tails появилась в 1983 году.

### Другое
Альтернативный Человек-паук, который использует свои силы, чтобы получить славу и состояние, зовется Паук-человек; пытаясь убить дядю Бена, он также убивает несколько супергероев.
Существуют комиксы о Человеке-пауке под знаком Marvel Adventures. Эти комиксы рассчитаны на детскую аудиторию и не являются каноническими.
Серия Not Brand Echh, которая вышла в конце 1960-х годов и включала в себя таких персонажей как Питер Пупер (англ. Peter Pooper) под псевдонимом Человек-паучок (англ. Spidey-man).

## Аналоги
Человек-паук имеет несколько аналогов:
- Комори Ю — главный герой в «Spider-Man: The Manga».
- Такуя Ямасиро — Человек-паук в «Spider-Man (tokusatsu)». Свою силу получил от пришельца Гарии, являвшегося представителем расы Спайдеров (гуманоидных пауков, внешне похожих на людей).

«Spider-Man: India» (Человек-паук: Индия) это комикс, выпущенный в Индии компанией Gotham Entertainment Group в 2004. Комикс пересказывает историю оригинального Человека-паука в окружении Индии.
- Webslinger — аналог Человека-паука в фэнтези-серии Marvel «Avataars: Covenant of the Shield[англ.]».
- В Marvel Mangaverse[англ.] Человек-паук представлен, как ниндзя. Он член Клана Паука, который жаждет мести злому Веному за убийство его сэнсэя Дяди Бена.
- Существует неофициальный турецкий фильм 1973 года под названием «3 Dev Adam» (на английском известен, как «Three Mighty Men» (Три могучих мужика) или «Turkish Spider-Man vs. Captain America & Santo» (Турецкий Человек-паук против Капитана Америки и Санто) в котором Человек-паук представлен, как сумасшедший злодей, одержимый персонажами в костюмах супергероев и сражающийся с Капитаном Америкой и Санто (мексиканским рестлером).